# George Mostow
George Daniel Mostow, auch Dan Mostow, (* 4. Juli 1923 in Boston; † 4. April 2017 in Hamden, New Haven (Connecticut)) war ein US-amerikanischer Mathematiker, der sich vor allem mit Differentialgeometrie, algebraischen Gruppen und Lie-Gruppen beschäftigt.

## Leben
Mostow studierte an der Harvard University, wo er 1948 bei Garrett Birkhoff promoviert wurde (The Extensibility of Local Lie Groups of Transformations and Groups on Surfaces). Ab 1952 war er an der Johns Hopkins University und ab 1961 Professor an der Yale University, wo er 1999 emeritierte.
1957 war Mostow Guggenheim Fellow. 1970 war er Invited Speaker auf dem Internationalen Mathematikerkongress in Nizza (The rigidity of locally symmetric spaces). Er ist seit 1974 Mitglied der National Academy of Sciences und seit 1978 Mitglied der American Academy of Arts and Sciences. 1987/8 war er Präsident der American Mathematical Society. 1993 erhielt er den Leroy P. Steele Prize für Leistungen in der Forschung und sein Buch Strong rigidity in locally symmetric spaces von 1973. 2013 erhielt er den Wolf-Preis für Mathematik.

## Werk
Er entdeckte und untersuchte Starrheitseigenschaften von kokompakten Gittern in halbeinfachen Lie-Gruppen (ohne kompakte Faktorgruppen und Zentrum), das heißt diskreten Untergruppen von halbeinfachen Liegruppen, so dass die Quotientenräume der Lie-Gruppe modulo der diskreten Untergruppe kompakt sind. Sein Starrheitssatz von 1972 besagt, dass Isomorphismen der Gitter in diesen Lie-Gruppen auf analytische Isomorphismen der Lie-Gruppen erweitert werden können, außer für {\displaystyle SL(2,R)/\pm 1}. Angewandt auf hyperbolische Räume besagt er, dass hyperbolische Mannigfaltigkeiten endlichen Volumens in mehr als zwei Dimensionen durch ihre Fundamentalgruppe eindeutig festgelegt werden. Mostows Arbeiten belebten die Untersuchung lokal symmetrischer Räume (William Thurstons Klassifikation dreidimensionaler Mannigfaltigkeiten) und waren Vorbild ähnlicher Starrheitssätze, beispielsweise von Grigori Alexandrowitsch Margulis, der auf Mostow aufbauend 1974 die Arithmetizität von Gittern in halbeinfachen Lie-Gruppen mit Rang > 1 bewies.

## Schriften
- mit Pierre Deligne: Commensurabilities among lattices in {\displaystyle PU(1,n)}. Annals of Mathematical Studies, Princeton University Press 1993.
- mit Deligne: Monodromy of hypergeometric functions and nonlattice integral monodromy. Inst. Hautes Études Sci. Publ. Math. Nr. 63, 1986, S. 5–89.
- Generalized Picard lattices arising from half-integral conditions. Inst. Hautes Études Sci. Publ. Math. Nr. 63, 1986, S. 91–106.
- mit Yum-Tong Siu: A compact Kähler surface of negative curvature not covered by the ball. Ann. of Math. (2) 112, 1980, Nr. 2, S. 321–360.
- On a remarkable class of polyhedra in complex hyperbolic space. Pacific J. Math. 86 (1980), Nr. 1, S. 171–276.
- Strong rigidity of locally symmetric spaces. Annals of Mathematical Studies, Princeton 1973.
- Quasi-conformal mappings in n -space and the rigidity of hyperbolic space forms. Inst. Hautes Études Sci. Publ. Math. Nr. 34, 1968, S. 53–104.
- Cohomology of topological groups and solvmanifolds. Ann. of Math. (2) 73, 1961, S. 20–48.
- Equivariant embeddings in Euclidean space. Ann. of Math. (2) 65, 1957, S. 432–446.
- Fully reducible subgroups of algebraic groups. Amer. J. Math. 78, 1956, S. 200–221.
- Some new decomposition theorems for semi-simple groups. Mem. Amer. Math. Soc. 1955, (1955). Nr. 14, S. 31–54.
- Factor spaces of solvable groups. Ann. of Math. (2) 60, 1954, S. 1–27.